# 與儀凱拉
與儀凱拉（日语：與儀 ケイラ，1999年10月18日—）是日本女藝人，為女子偶像團體NMB48Team M前成員，大阪府出身。

## 經歴
2011年
- 5月，「NMB48第二期生徵選」最終審査合格。
- 6月5日，於TOKYO DOME CITY HALL舉行的「「獻給錯過的你們」～AKB48全體總動員公演～」中作為NMB48第2期研究生23名之1初次披露。
- 8月13日、「NMB48 2期生「PARTY开始了」」的初日公演中，作為選抜成員16名之1在劇場公演出道。
- 10月19日，於NMB48第2張單曲「Oh My God!」中初次成為選抜成員。

2012年
- 1月26日，從NMB48研究生29人之中選出16人，昇格為Team M的初期正規成員。以12歳又100日的年齡昇格為正規成員，為NMB48最年少昇格者。

2014年
- 2月24日，於Zepp DiverCity Tokyo（日语：Zepp）舉辦的「AKB48集團大組閣祭」中宣布所屬隊伍由Team M轉移至Team N[2]。
- 6月24日，於Team N公演中宣布因考量學業問題而將從NMB48畢業[3]。
- 7月2日，在NMB48劇場舉行畢業公演，正式從NMB48畢業[4]。

2018年
- 10月18日，在自身Instagram宣布，將加盟justicejapan事務所[5] 。

## 人物
- 父系的祖母是巴西人。從小學一年級開始在舞蹈學校學習了6年。將来的夢想是女演員。[6]
- 長處是總是面帶微笑。特技是舞蹈、唱歌與扳手腕。[7]
- 興趣是聽音樂[8]。
- 與柏木由紀關係良好，並稱其為媽媽。

### NMB48相關
- 自我介紹是「夢と希望の国ケイランドへようこそ！ 笑顔の扉をひら〜け ひら〜け （ヒラケイラ〜！） ケイラこと與儀ケイラです」。

- 自主的與同Team的谷川愛梨組成「ケイリー」[9]。

## NMB48参加曲

### 單曲CD選抜曲
- Oh My God!
  - 捕食者們 - 紅組名義
  - 我在等待
- 純情U-19
  - 努力的水滴 - 白組名義
- 「海岸邊最可愛的女孩！」中收錄
  - 不講理的一球 - Under Girls名義
  - 如果我再大膽一點  - 紅組名義
- 「Virginity」中收錄
  - 沙灘上的手槍 - 難波鉄砲隊其之壱名義
- 「北川謙二」中收錄
  - 冬將軍的遺憾 - 難波鉄砲隊其之弐名義

AKB48名義
- 「格子花紋」中收錄
  - 那一天的風鈴 - Waiting Girls名義

### 劇場公演小組曲
NMB48 2期生「PARTY开始了」公演
- 星之温度

NMB48 TeamM 1st Stage「偶像的黎明」公演
- 單戀的對角線

## 出演

### 電視
- docking48（2011年10月4日 - 2012年4月17日、關西電視台）
- なにわアイドル今昔物語（2012月3月31日、eo光電視台）
- AKB和××!（2012年4月19日 - 、讀賣電視台）
- Aruaru YY電視（2012年5月29日・9月27日・2013年3月13日、TVQ九州放送）
- NMB和學習君（2013年4月11日 - 、關西電視台）

### 電視劇
- 笑福亭仁鶴芸歴50周年記念ドラマ「だんらん」（2013年1月4日、關西電視台） - 飾 綾

## 外部連結
- NMB48個人介紹頁（日語）
- NMB48官方部落格「與儀凱拉」（日語）（2011年7月14日 - 2014年7月2日）
- 經紀公司個人介紹頁（日語）
- 與儀凱拉的X（前Twitter）（日語）
- 與儀凱拉的Instagram帳戶（日語）